# Platypalpus australominutus
Platypalpus australominutus är en tvåvingeart som beskrevs av Patrick Grootaert 1989. Platypalpus australominutus ingår i släktet Platypalpus och familjen puckeldansflugor.
Artens utbredningsområde är Belgien. Inga underarter finns listade i Catalogue of Life.